# Minna
Pronunciação
Minna é uma cidade da Nigéria, capital do estado de Níger. Sua população é estimada em 321.687.